# فواكه اللوجيا
فواكه اللوجيا وهي أحد أنواع الفواكه الشيطانية الموجودة في أنمي ومانغا ون بيس، وهي تجعل الشخص الذي اكل منها يتحول إلى عنصر من العناصر الطبيعية، وتعتبر اقوى أنواع الفواكه وأيضا تعتبر الاندر (و لكن يوجد أحد فروع فاكهة الزون وهي الزون الاسطورية وهي اندر من اللوجيا)، وقد ذكر اسم النوع أول مرة عندما سمعت "لاكي" عن فاكهة الشيطان الخاصة بإينيل.

## نقاط القوة
اللوجيا تمكن الشخص من صنع، السيطرة والتحول إلى العنصر الطبيعي التي تحتويه الفاكهة

و يمكن لمستخدم اللوجيا إذا تقطع أو حتى لو تقطع إلى قطع صغيرة جدا، يمكنه ان يعود إلى وضعه بدون أن يتأثر اصلا، لكن الشخص الوحيد المستخدم لفاكهة اللوجيا ولا يمتلك هذه الميزة هو مارشال دي تيتش الذي اكل من فاكهة يامي يامي نومي (الظلام) والتي تسمح له بأمتصاص الضربات وردها بقوة، لذلك فهو يتأذى كثيرا إذا تعرض لهجوم، وأيضا هي تمكن المستخدم من التقسم كما فلعت مونيت عندما قطعت.
وأيضا يمكن للشخص التحول إلى عنصر، ويمكن لمستخدم اللوجيا تكوين كميات كبيرة جدا من العنصر الذي تحويه الفاكهة، وأيضا تغطية البيئة بواسطة العنصر، وأبرز مثال هو عندما تقاتل الادمرالين أوكيجي وأكاينو سبب تحول جزيرة بانك هازارد إلى نصفين جليدي والآخر ناري، وأيضا عندما قام بورتغاس دي إيس واللحية السوداء (تيتش) يتدمير جزيرة بانورو أثناء قتالهما، ومع ذلك فكل من الوحل والدخان أكثر ملائمة للأمساك بالخصم بسرعة بدلا من تدمير المكان

و أيضا يمكن لمستخدم اللوجيا استخدام ميزات العنصر، مثل قدرة كروكودايل على تجفيف البيئة بواسطة الرمال، ويمكن أيضا لسيزار كلاون امتصاص الهواء المحيط به، وأوكيجي قادر على تجميد الماء، كيزارو قادر على التحرك بسرعة الضوء، وأيضا البيئة المحيطة تساعد مستخدم اللوجيا، مثلا إيس وكروكودايل قدرتهم زادت قوة بصحراء بفضل الجفاف ودرجة الحرارة العالية.
ويمكن لمستخدم اللوجيا التحكم في العنصر ويكون التحكم أسهل إذا كانت البئية ملائمة، وأيضا يمكن زيادة انتشار العنصر المعين، مثلا كروكودايل قادر على إطلاق عواصف رملية عملاقة لا تتوقف في الصحاري، سيزار قادر جعل الهواء خانق.
وأيضا القوة البدنية لمستخدمي اللوجيا لا تؤثر على قوة الفاكهة، وهذا مختلف عن مستخدمي فاكهة الزون، وأيضا فاكهة الباراميسيا تعتمد أحيانا على القوة البدنية، ولكن يمكن لصحاب الفاكهة استخدام قدرته لكي يهجم به بجزء من جسمه، مثلا كيزارو يقوم بالركل باسطة الضوء، سموكر يطلق قبضتيه بواسطة الدخان.

## نقاط الضعف
```
مستخدمي اللوجيا الذين يعتقدون نفسهم لا يقهرون، لديهم اعمار قصيرة

بيوكومس بعد هزيمته لكاريبو
```

على الرغم من القوة الهائلة التي تمتلكها اللوجيا، إلا انها ليست لا تقهر، فعلى المستخدم تجنب الهجمات المفاجأة حيث تؤثر عليه كثيرا، وكلن مع التدريب يمكن تفادى هذه النقطة، فمثلا إينيل لديه المانترا (هاكي تنبؤ) والتنبؤ خاصته قوي جدا ويمكنه تفادي الهجمات بسهولة.
وأيضا اغلب المستخدمين المبتدئين للوجيا تجعله يثق بنفسه بصورة مفرطة، لأنهم غير معتادين على تجنب الهجمات أو التحرك منها، لذلك فهم لا يمتلكون مهارة أو السرعة المناسبة للتجنب، فمثلا كاريبو مفرط جدا بثقته بنفسه، أيضا بعد أن يتلقى المستخدم ضربة يتوجب تركيزه جيدة حيث عند الشعور بالخوف تقل قدرة المستخدم فمثلا مونيت عندما شعرت بالخوف من رورونوا زورو لم تقدر على الحركة حيث أنه عرفت بأنه قادر على استخدام الهاكي لمهاجمتها.
وأيضا نقطة ضعف أخرى لمستخدمي اللوجيا، هي استغلال العنصر نفسه حيث لكل عنصر نقطة ضعف، فعلا سبيل المثال قوة إينيل البرق لا تؤثر على المطاط، أيضا كروكودايل نقطة ضعف فاكهته هي الماء حيث أن الماء يؤثر بشدة على الرمل وبذلك تمنعه من الحركة.
وأيضا يمكن استخدام قدرة الفاكهة ضد قدرة الفاكهة الأخرى، مثلا عندما رأينا أكاينو يستخدم فاكهة الصهارة ضد نيران إيس تغلبت عليه، وأيضا يمكن لفاكهة هيي هيي نومي (الجليد) التغلب على فاكهة يوكي يوكي نومي (الثلج)، وأيضا يمكن لمستخدم فاكهة اللوجيا تعويض اعضائه إذا قطعت فمثلا كوزان (أوكيجي) قام بتعويض نصف ساقه اليسرى بواسطة ساق جليدية خلال معركته ضد اكاينو.
ويمكن لمستخدم هاكي التسليح (التصلب) ضرب مستخدم فاكهة اللوجيا كانه شخص عادي، كما فعل رايلي عندما تصدى لكيزارو، وأيضا يمكن لمستخدم هاكي التسلح لمس العنصر بيده مثلا عندما لمس فيرغو دخان سموكر.
ولكن هذا لا يعني بان مستخدم هاكي التسلح يمكنه هزيمة مستخدم اللوجيا، فمثلا كل من أوكيجي واكاينو هم مستخدمي الهاكي بنفسهم، وأيضا اظهر اكاينو انزعاجه لمواجه مستخدمي الهاكي وهذا يعني صعوبة نجاته من الهجوم، وأيضا كلما زادت قوة الهاكي زادت خطورة الهجوم على مستخدم اللوجيا حيث أن اغلب مستخدمي اللوجيا لا يهتمون بالقوة الجسدية (كما ذكرنا عدم الربط بينهما) لكن إذا كان ذو قوة جسدية كبيرة فربما يمكنه تفادي الهجوم.
وأخيرًا مستخدمي فاكهة اللوجيا لا يمكنهم السباحة وأيضا تتوقف قدرتهم عند لمس الكايروسيكي مثل بقية أنواع الفواكه الشيطانية، حيث أنه إذا لمس الكايروسيكي تضعف قوة الفاكهة خاصته مثل سموكر اغلب مستخدمي اللوجيا قادرون على الطيران فوق البحر بواسطة العنصر وأيضا يمكن لأوكيجي تجميده.

## معلومات أخرى
تعد فواكه اللوجيا هي اقوى أنواع الفواكه واندر نوع ما عدا فاكهة الزون الاسطورية.
لا تقتصر أنواع العناصر الموجودة في اللوجيا على الكلاسيكية فقط مثل النار، الماء، الأرض والجو بالهانك أنواع متداولة مثل الرمل والدخان، وهناك نوعان من العناصر ملموس (شيء يمكن للشخص ان يحمله مثل الرمل والثلج) وغير ملموس مثل (شيء لا يمكن حمله مثل الدخان والنار)، ويمكن قسم فواكه اللوجيا إلى نوعين هما أشكال المادة (الدخان، الرمال، الجليد، الحمم البركانية، الوحل، الغاز والثلج) واشكال الطاقة مثل (النار، البرق والضوء) ولكن فاكهة يوكي يوكي نومي الخاصة بمارشال دي تيتش غير مشمولة بما ذكر قبل قليل. وأيضا يبدو بأن العناصر الغير الملموسة مثل ضوء كيزارو لا تزال قادرة على الضرب مثل تكوين انفجار.
وأيضا هناك أنواع من العناصر يمكنها هزيمة أنواع أخرى، كما حدث عندما هزت صهارة اكاينو نيران إيس، لذلك فهناك عدو طبيعي لكل فاكهة اللوجيا (بأستثناء مارشال دي تيتش).
وأيضا اغلب مستخدمي اللوجيا قاموا بصنع وسيلة نقل مناسبة لقدرته، مثلا قارب إيس الأصفر اللون يمشي بواسطة النيران، الدراجة الرباعية الكبيرة لسموكر تمشي بواسطة الدخان، أوكيجي يمتلك دراجة هوائية يمكنها المشي فوق الماء بواسطة تجميده، سفينة إينيل العملاقة "ماكسيم" تطير بواسطة الكهرباء، وأيضا بالون الغاز الخاص بسيزار يطير بواسطة الغاز.

## المستخدمين
| اسم الفاكهة    | معناها           | المستخدم                            | معلومات |
| -------------- | ---------------- | ----------------------------------- | --- |
| موكو موكو نومي | الدخان           | سموكر                               | وهي أول فاكهة تظهر من اللوجيا وتمكن الشخص من التحول إلى دخان، وأيضا يمكنه إطلاق قبضتاه والطيران بواسطة الدخان، ويمكنه الامساك بالخصم بواسطة الدخان حيث يكون صلب جدا، وأيضا تكوين غيمة من الدخان.                                                                                             |
| ميرا ميرا نومي | النار            | بورتغاس دي إيس (سابقا) سابو (حاليا) | وهي تمكن الشخص من التحول إلى النار وإطلاق النيران وأيضا تكوين هجمات قوية جدا بواسطة النار مثل كرة النار، رشاش النار وانفجار النار وهي فاكهة قوية جدا، ومن ربما تنمو في دريسروزا. |
| سونا سونا نومي | الرمل            | كروكودايل                           | تمكن الشخص من التحول إلى الرمل وتجفيف البيئة من حوله وجعل الميدان صحراوي، أيضا يمكنه تكوين عوصف رملية عملاقة والطيران بواسطة الرمل وأيضا تكوين فجوة عملاقة جدا في الأرض بواسطة الرمل، وهي قوية لكن نقطة ضعفها هي الماء.                                                                      |
| غورو غورو نومي | البرق            | إينيل                               | تمكن الشخص من التحول إلى عنصر البرق وإطلاق الأشعة والسواعق البرقية والرعدية المدمرة، ويمكن للشخص التحرك بسرعة البرق، وأيضا إعادة نبض القلب بواسطة الكهرباء، ويمكن لإينيل التحول إلى وحش كهربائي عملاق، وأخيرا يمكنه تكوين كرة عملاقة جدا من الكهرباء تدمر جزيرة في ثواني، وتعتبر اقوى فاكهة. |
| هيي هيي نومي   | الجليد           | أوكيجي                              | وهي تمكن الشخص من التحول إلى الجليد والتحرك بالجليد، أيضا يمكن للمستخدم تجميد كل شيء حتى البحار بعمق شديد وتكوين سيوف من الجليد وهي قوية جدا حيث نيران فاكهة ميرا ميرا لم تذبها. |
| يامي يامي نومي | الظلام           | مارشال دي تيتش                      | وهي فاكهة مميزة تختلف عن بقية الفواكه حيث أنها تتأثر بالضربات، لكن بالمقابل تمكنه من تكوين ثقب أسود يشفط أي شيء وإذا لمس مستخدمي فاكهة الشيطان تختفى قدرتهم، وهي فاكهة قوية جدا وفريدة من نوعها.                                                                                             |
| بيكا بيكا نومي | الضوء            | كيزارو                              | تمكن الشخص من التحول إلى عنصر الضوء والانتقال بسرعة الضوء، وهي تمكن الشخص من إطلاق الأشعة الضوئية القوية جدا وتكوين سيف قوي من الضوء. |
| ماغو ماغو نومي | الحمم البركانيه  | أكاينو                              | وهي تمكن الشخص من التحول إلى صهارة بركانية فتاكة وأيضا الطيران بواسطة الحمم، ويمكنه إطلاق قبضته بواسطة الحمم وهي توذيب أي شيء حتى جليد فاكهة هيي هيي نومي، ويمكن للمستخدم إطلاق نيازك بركانية، وقد تمكنت من صهر نيران فاكهة ميرا ميرا.                                                       |
| نوما نوما نومي | المستنقع (الوحل) | كاريبو                              | وهي تمكن الشخص من التحول إلى وحل مستنقع، وتمكنه من ابتلاع أي شيء حتى البشر، وهي ليست قوية. |
| غاز غاز نومي   | الغاز            | سيزار كلاون                         | و هي تمكن الشخص من التحول إلى الغاز، وأيضا الانتقال بواسطة الغاز والطيران به وإطلاق أنواع مختلفة من الغازات السامة وسحب الهواء المحيط به. |
| يوكي يوكي نومي | الثلج            | مونيت                               | وهي تمكن الشخص من التحول إلى ثلج والانتقال به وتكوين وحش كبير من الثلج، وهي اضعف من فاكهة هيي هيي نومي. |

## هوامش
- معظم مستخدمي فواكه اللوجيا (قبل عامين) ظهرو في حرب المارينفورد ما عدا (إينيل وسيزار ومونيت وكاريبو).